# Mary Calderone

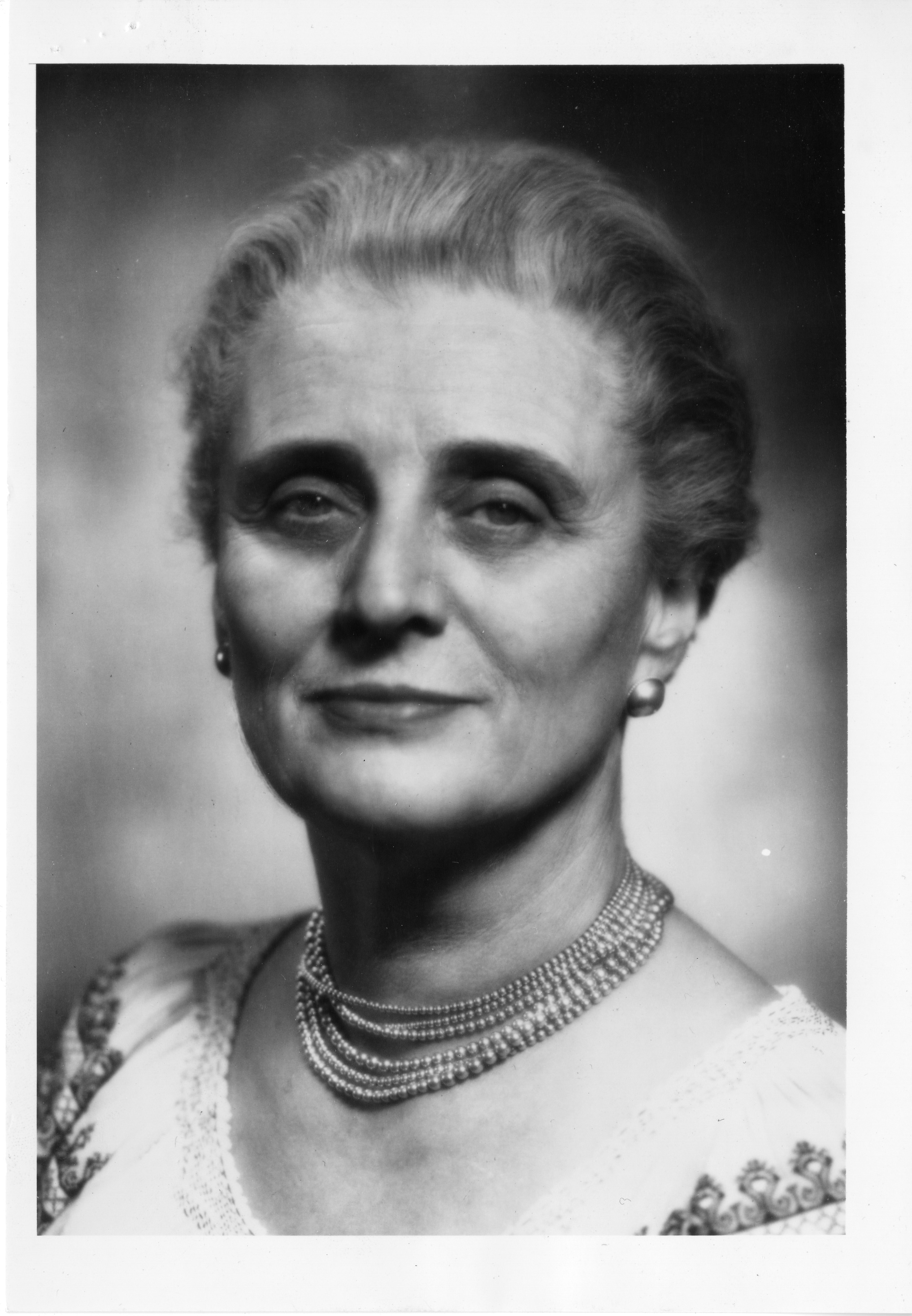
Mary Steichen Calderone

Mary Steichen Calderone (* 1. Juli 1904 in New York City, Vereinigte Staaten; † 24. Oktober 1998 in Kennett Square, Pennsylvania, Vereinigte Staaten) war eine  US-amerikanische Medizinerin und Hochschullehrerin. Sie war außerordentliche Professorin im Programm für menschliche Sexualität an der Fakultät für Gesundheitserziehung der New York University, war 1954 Mitbegründerin und bis 1982 Präsidentin des Sex Information and Education Council of the United States (SIECUS) und war ärztliche Direktorin von Planned Parenthood.

## Leben und Werk

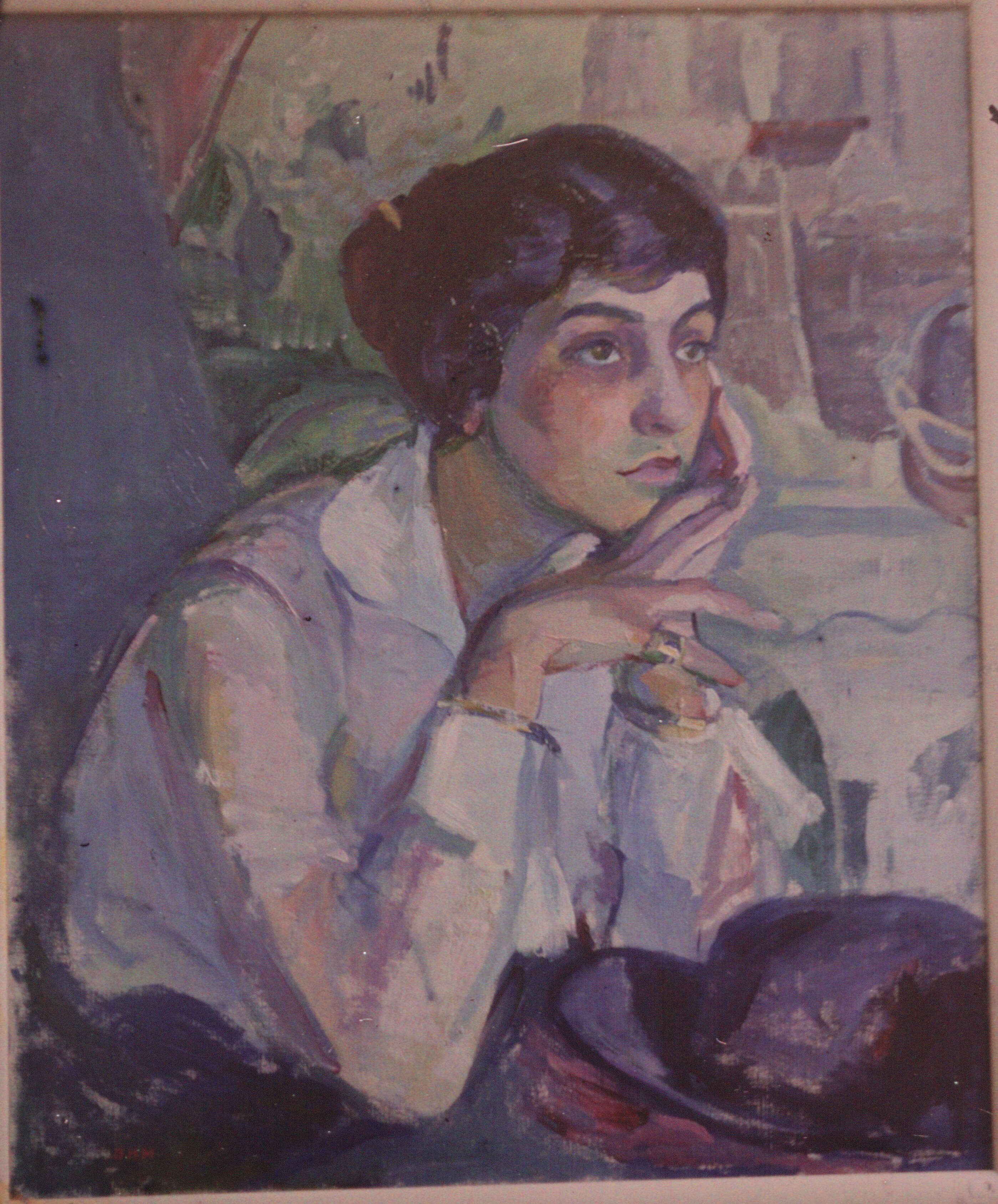
Porträt von Clara Smith Steichen, um 1915

Portrait von Edward Steichen, 1915

Calderone wurde als Mary Steichen in New York City als Tochter des Fotografen Edward Steichen und der Tänzerin Clara Smith Steichen geboren. Während sie und ihre jüngere Schwester in New York City und Frankreich aufwuchsen, entwickelte sich ihr Vater zu einem der renommiertesten Fotografen der Welt. Die Malerin Marion H. Beckett reiste oft nach Voulangis, um ihren Vater und ihre Mutter zu besuchen und Porträts von ihnen zu malen. 1919 verklagte ihre Mutter Marion Beckett auf 200.000 Dollar Schadenersatz und behauptete, Beckett sei ihrem Mann nach Frankreich gefolgt und habe eine Affäre mit ihm gehabt.
Nach der Trennung ihrer Eltern lebte Steichen bei ihrem Vater und besuchte Privatschulen, wie die Brearly School in Manhattan. Sie studierte Theaterwissenschaften am Vassar College, das sie 1925 mit einem Abschluss in Chemie und mehreren Jahren Erfahrung im Laientheater abschloss.  Nach ihrem Abschluss beschloss Calderone, Theater zu spielen, und studierte drei Jahre am American Laboratory Theater. 1926 heiratete sie den Schauspieler L. Lon Martin, mit dem sie zwei Töchter bekam, von denen eine an Lungenentzündung starb, bevor sie sich 1933 scheiden ließen.
Sie unterzog sich einer Psychoanalyse, absolvierte eine Reihe von Eignungstests und begann 1934 ein Medizinstudium an der University of Rochester. Fünf Jahre später erhielt sie dort 1939 ihren Abschluss. Nachdem sie ein Jahr lang am Bellevue Hospital in New York City als Praktikantin gearbeitet hatte, besuchte sie mit einem Stipendium des städtischen Gesundheitsamtes die Columbia University School of Public Health und erhielt 1942 den Master of Public Health. Ein Jahr zuvor hatte sie den Arzt Frank Calderone geheiratet, bei dem sie während ihres Studiums an der Columbia University arbeitete.
Calderone arbeitete nach ihrem MPH-Abschluss weiterhin im Bereich der öffentlichen Gesundheit. Mehr als ein Jahrzehnt lang arbeitete sie als Ärztin an Schulen in den Vororten von New York City und ihre Erfahrungen führten zu einem wachsenden Interesse an den medizinischen Aspekten der menschlichen Sexualität, insbesondere an Empfängnisverhütung und der Prävention sexuell übertragbarer Krankheiten.

## Direktorin der Planned Parenthood Federation of America
1953 wurde sie ärztliche Direktorin der Planned Parenthood Federation of America mit Sitz in New York City, die Anfang des Jahrhunderts von Margaret Sanger gegründet worden war, um der Öffentlichkeit Informationen zur Empfängnisverhütung zur Verfügung zu stellen. Während ihrer elfjähriger Amtszeit wurde Calderone zu einer Verfechterin der Empfängnisverhütung.
Zu Beginn ihrer Amtszeit galt das Thema Empfängnisverhütung noch als unangebracht und wurde in der Öffentlichkeit kaum angesprochen. Verhütungsmethoden wie die Pille wurde der Öffentlichkeit erst 1960 zur Verfügung gestellt und die meisten Abtreibungen waren illegal. In vielen Teilen des Landes weigerten sich die Ärzte mit ihren Patienten auch nur über die Empfängnisverhütung und sexuell übertragbare Krankheiten wurden mit so viel Scham betrachtet, dass viele Menschen sich lieber nicht behandeln ließen.
Obwohl sie 1958 eine nationale Konferenz organisierte, die die Bewegung zur Legalisierung der Abtreibung ins Leben rief, verband Calderone ihre Unterstützung für eine Lockerung der Abtreibungsgesetze mit der Betonung der „Präventionsmedizin“, wie etwa Sexualerziehung, um höhere Standards des Sexualverhaltens und … ein größeres Verantwortungsbewusstsein gegenüber der Schwangerschaft zu fördern.
1964 überzeugte sie die American Medical Association eine Richtlinie zu verabschieden, die Ärzte verpflichtete, ihren Patienten Informationen zur Empfängnisverhütung zu geben. Zu diesem Zeitpunkt war Calderone durch Tausende von Briefen, die sie bei Planned Parenthood erhielt, bewusst geworden, dass Millionen von Amerikanern in allen Bereichen der Sexualität, nicht nur in Bezug auf Empfängnisverhütung, unwissend waren.

## Sexuality Information and Education Council of the United States (SIECUS)
1961 hatte sie an einer Konferenz zum Thema Familie teilgenommen, die vom National Council of Churches gesponsert wurde, und sie und mehrere andere Teilnehmer hatten daraufhin ein Komitee gegründet, das sich mit vorhandenen Studien zur menschlichen Sexualität befassen sollte. Diese Gruppe bildete den Kern des Sex (später Sexuality) Information and Education Council of the United States, Inc. (SIECUS), das Calderone und ihre Kollegen im Mai 1964 gründeten. Calderone trat von Planned Parenthood zurück, um geschäftsführende Direktorin von SIECUS zu werden.
Unter Calderones Leitung führte SIECUS eine groß angelegte Aufklärungskampagne im ganzen Land durch und verbreitete Informationen zu allen Aspekten der Sexualität. Calderone kämpfte für Offenheit und einen freimütigen Umgang mit Sexualität und ihren Folgen und wurde zu einer Revolutionärin auf dem Gebiet der Sexualerziehung. Sie reiste durch das ganze Land und hielt Vorträge vor Zuhörern aller Altersgruppen. Ihr Hauptanliegen war die Einführung von Sexualerziehungsprogrammen an den Schulen des Landes und zu diesem Zweck veröffentlichte SIECUS die Richtlinien zur Sexualerziehung vom Kindergarten bis zur zwölften Klasse.
Als Dachorganisation von Pädagogen und Sozialwissenschaftlern koordinierte und unterstützte SIECUS Hunderte von Programmen im ganzen Land, was das Magazin Time dazu veranlasste, Calderone, damals in ihren 60ern, als Großmutter der Sexualerziehung zu bezeichnen. Als Calderone 1979 an ihrem 75. Geburtstag als geschäftsführende Direktorin zurücktrat, war Sexualkundeunterricht an den meisten Schulen des Landes zur Norm geworden.
Von 1979 bis 1982 war Calderone Präsidentin von SIECUS. Nach ihrer Pensionierung war sie mehrere Jahre außerordentliche Professorin an der New York University und lehrte dort im Programm über menschliche Sexualität. Neben ihren Schriften für SIECUS und ihren zahlreichen Beiträgen zu Fachzeitschriften war sie Mitautorin zweier Bestseller: The Family Book About Sexuality (1981, mit Eric Johnson) und Talking with Your Child About Sex (1982, mit James W. Ramey). Sie schrieb auch mehrere Bücher über Abtreibung und Familienplanung.
Calderone bekam mit ihrem zweiten Mann, von dem sie sich 1979 trennte, zwei weitere Töchter.
Calderone starb 1998 im Alter von 94 Jahren in Kennett Square.

## Auszeichnungen (Auswahl)
- 1974: Humanist of the Year, American Humanist Association
- 1977: Elizabeth Blackwell Award
- 1998: National Women’s Hall of Fame[6]
- Margaret Sanger Award, Planned Parenthood Federation of America
- Lifetime Achievement Award, Schlesinger Library des Radcliffe/Harvard College
- Award for Human Service, Mental Health Association of New York

### Ehrendoktorwürde
- 1967: Ehrendoktorwürde des Drexel University College of Medicine
- 1971: Ehrendoktorwürde (Doctor of Humane Letters) der Kean University
- 1981: Ehrendoktorwürde (Doctor of Humane Letters) des Dickinson College
- 1982: Ehrendoktorwürde (Doctor of Humane Letters) der New Jersey City University
- 1971: Ehrendoktorwürde (Doctor of Science) der Adelphi University
- 1974: Ehrendoktorwürde (Doctor of Science) der University of Massachusetts Medical School
- 1975 Ehrendoktorwürde (Doctor of Science) der Brandeis University
- 1978: Ehrendoktorwürde (Doctor of Science) des Haverford College
- 1985: Ehrendoktorwürde (Doctor of Science) der Columbia University
- 1972: Ehrendoktorwürde [Doctor of Laws] des Kenyon College
- 1978: Ehrendoktorwürde (Ped.D.) der Hofstra University
- 1982: Ehrendoktorwürde (Doctor of Humanities) der Bucknell University[7]

## Veröffentlichungen -(Auswahl)
- The family book about sexuality. Harper & Row, 1981, ISBN 978-0-06-016068-5.
- The first picture book: everyday things for babies. New York, NY: Harcourt, Brace and Company, 1930, ISBN 978-1-881270-52-2.
- Release from sexual tensions: toward an understanding of their causes and effects in marriage. 1960.
- mit James W. Ramsey: Talking with your child about sex: questions and answers for children from birth to puberty. New York, Random House, 1982, ISBN 978-0-394-52124-4.
- Manual of family planning and contraceptive practice. New York, Lippincott Williams & Wilkins, 1970, ISBN 978-0-683-01310-8.
- Sexuality and human values: The personal dimension of sexual experience. Association Press, 1974, ISBN 978-0-8096-1891-0.
- Sexual health and family planning. 1967.
- Questions and answers about love & sex. St. Martin’s Press, 1979,  ISBN 978-0-312-66041-3.
- mit Nicholson J. Eastman, Edward C. Mann: Manual of contraceptive practice. 1964.